# Rigidella
Rigidella is een geslacht van uitgestorven kreeftachtigen uit de klasse van de Ostracoda (mosselkreeftjes).

## Soorten
- Rigidella beyrichioides (Jones & Holl, 1886) Oepik, 1937 †
- Rigidella cannonensis Cornell & Swain, 1987 †
- Rigidella dubia Olempska, 1994 †
- Rigidella erratica (Krause, 1889) Oepik, 1937 †
- Rigidella mitis (Oepik, 1935) Oepik, 1937 †
- Rigidella plattformis Schallreuter, 1993 †
- Rigidella rudolphi Schallreuter, 1993 †
- Rigidella vadosa Schallreuter, 1993 †